# Gräberfeld Alnaberget

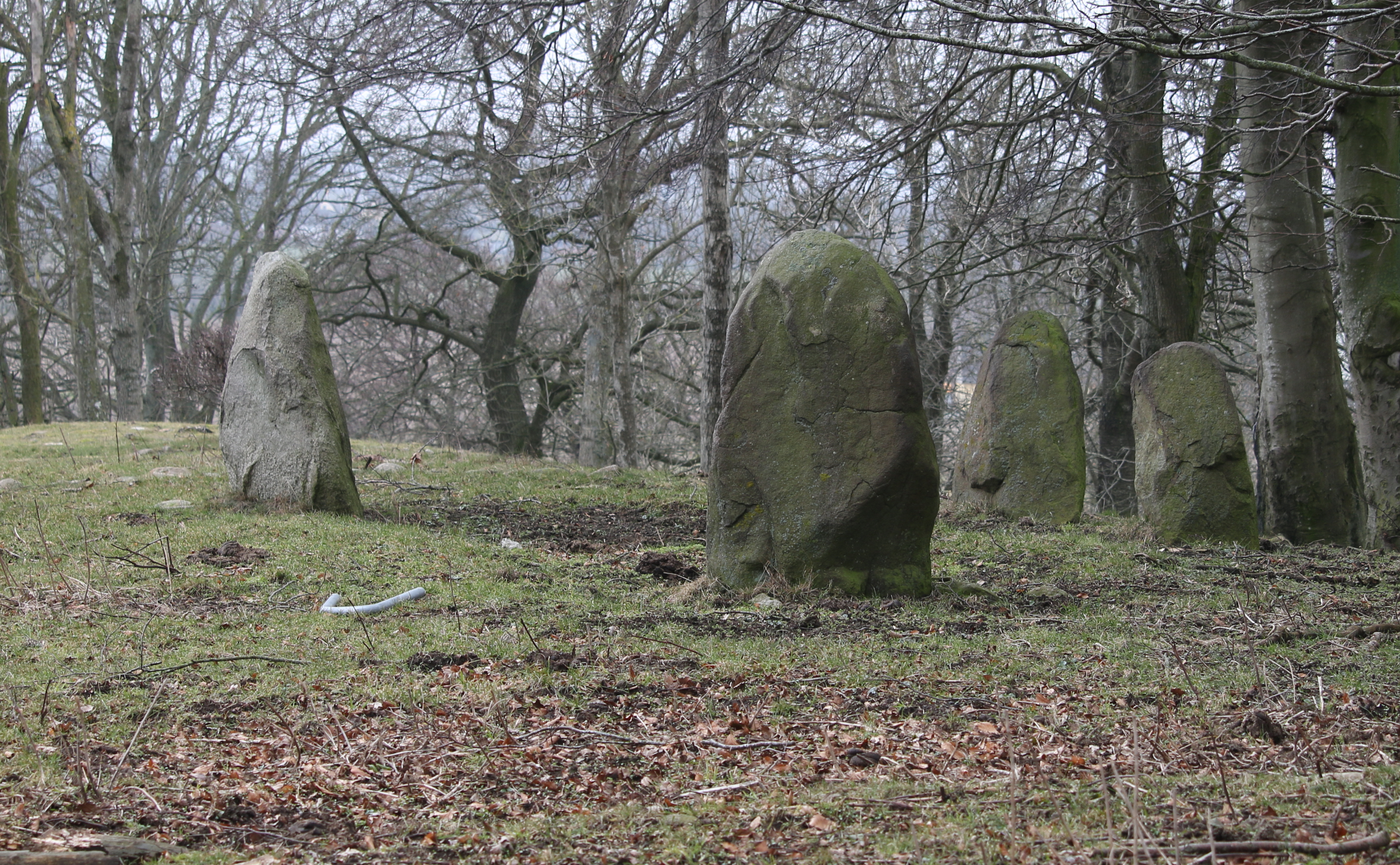
Die Schiffssetzung von Alnaberget

Das Gräberfeld von Alnaberget (schwedisch Alnabjär) liegt nordöstlich von Smedstorp in Tomelilla in Schonen, Schweden.
Das untersuchte und restaurierte Gräberfeld auf den Gårdlösaåsen (Hügeln) misst etwa 140 × 20 m und besteht aus fünf runden und drei ovalen Steinsetzungen und dem Rest einer Schiffssetzung.
Die runden Steinsetzungen haben 5,0 bis 11,0 m Durchmesser ihre Steine sind 0,15 bis 0,4 m hoch. Die Füllung besteht aus Rollsteinen von 0,1 bis 0,2 m Durchmesser. Die ovalen Steinsetzungen haben Längen von 7,0 bis 8,5 m und Breiten von 5,0 bis 6,0 m. Ihre Steine sind 0,15 m hoch. Die Füllung besteht aus Rollsteinen von 0,1 bis 0,2 m Durchmesser.

## Beschreibung
Die etwa 10 × 15 m messende Schiffssetzung besteht aus vier aufgerichteten Reststeinen. Die Steine sind 0,8 bis 1,2 m hoch, 0,7 bis 1,2 m breit und 0,5 bis 0,6 m dick.

Schiffssetzungen bei Smedstorp
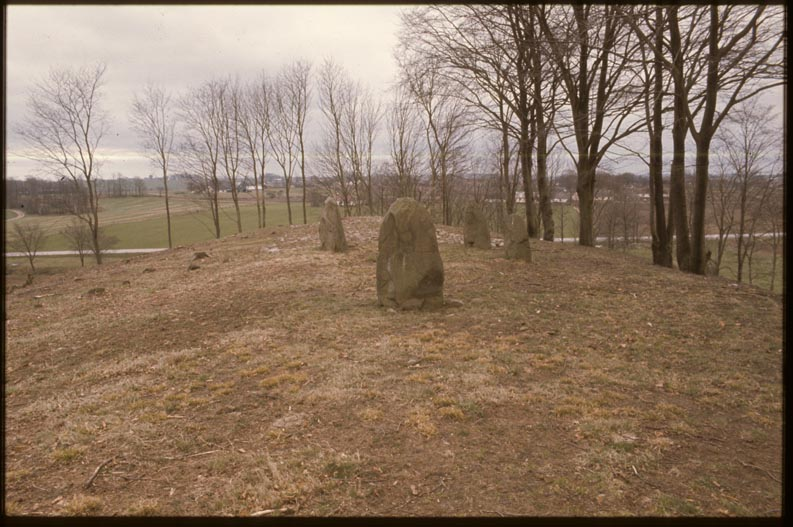
Schiffssetzung vom Alnaberget
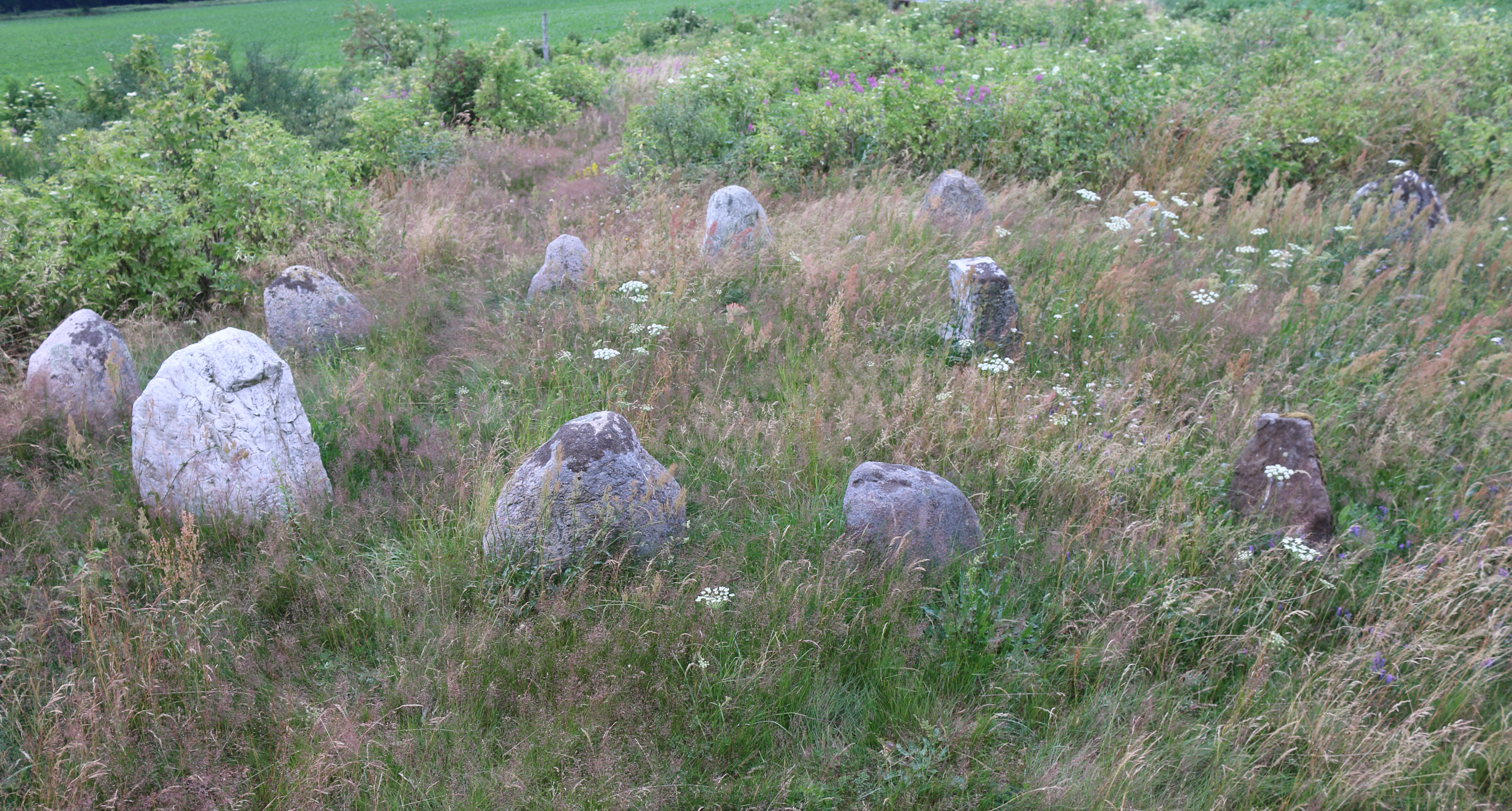
Schiffssetzung Smedstorp 6:1
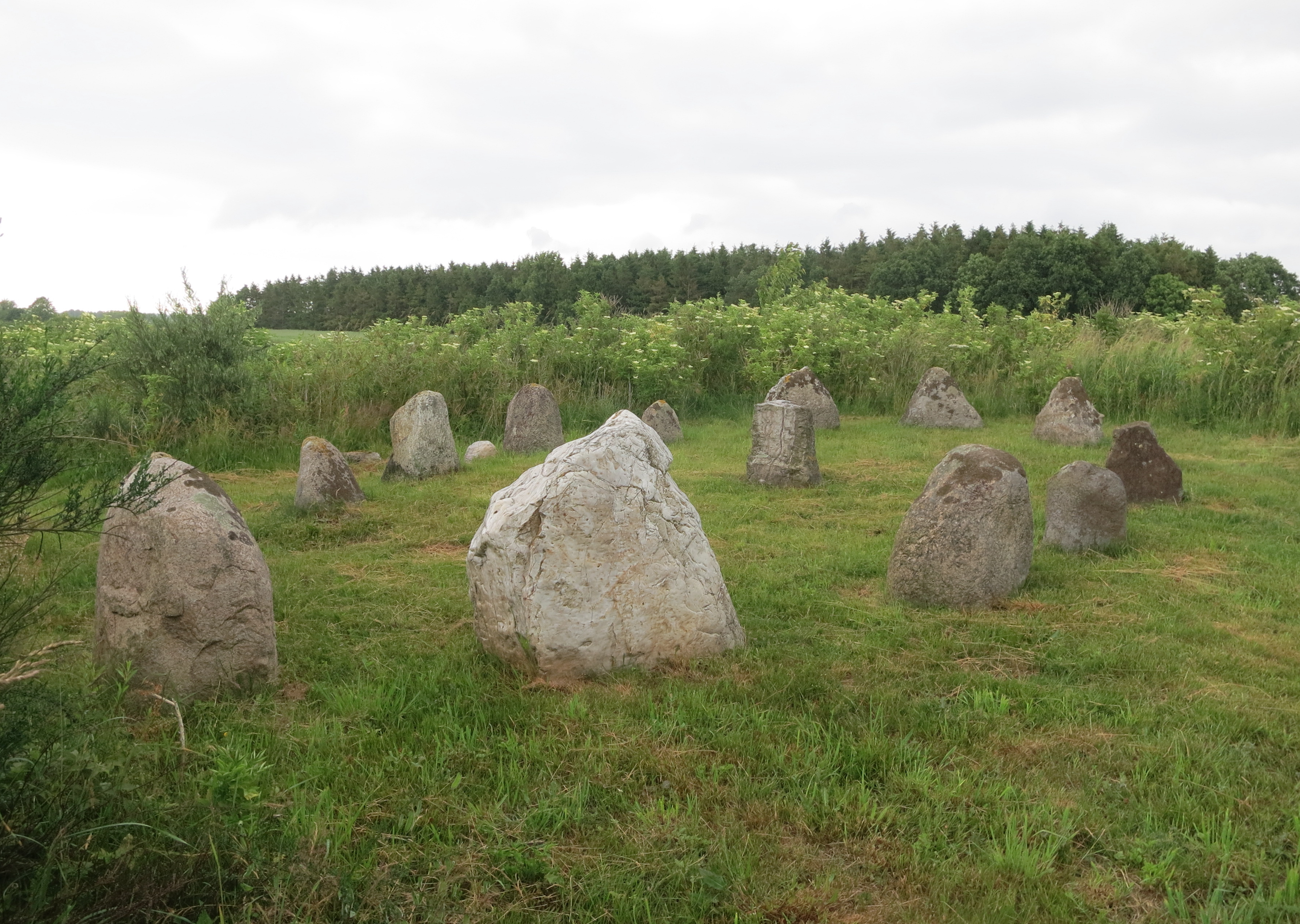
Schiffssetzung Smedstorp 6:1
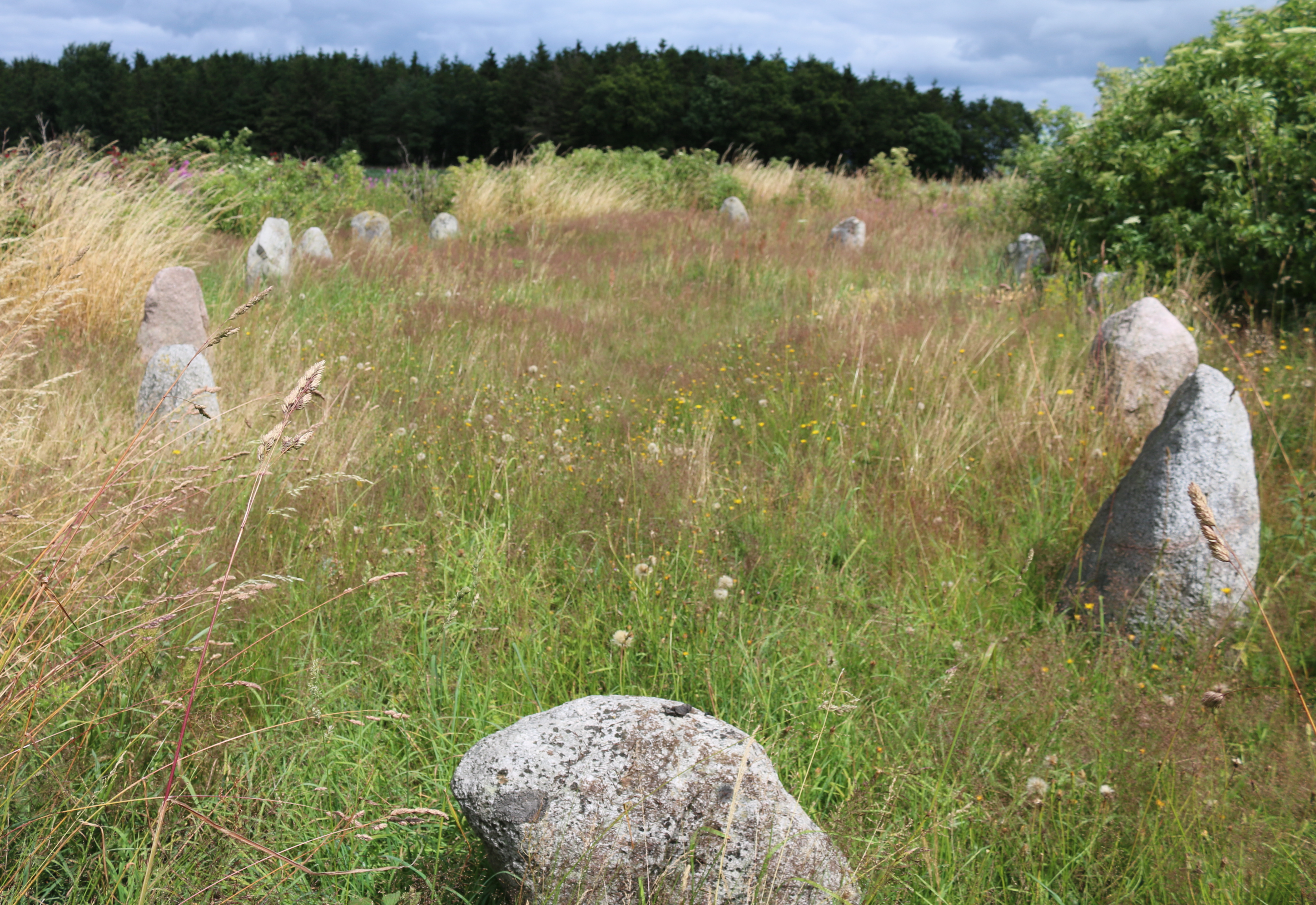
Schiffssetzung Smedstorp 6:2

Das Gräberfeld wurde von Berta Stjernquist (1918–2010) ausgegraben und restauriert. Die Steinkreise stammen aus der Eisenzeit (etwa zur Zeitenwende) und die Schiffssetzung aus der Vendelzeit.
In der Nähe liegen drei weitere Schiffssetzungen und das Grab des silbernen Mädchens. 

## Legende
Es wird gesagt, ein König Alne soll hier begraben sein. In der Nähe liegt der kleinere Hügel „Gyaberg“ und in der dortigen Schiffssetzung „Gya kärr“ soll Alnes Frau Gya begraben sein. In der Nähe von Sävsjö gibt es einen wahrscheinlich nach der Legende benannten Ort namens Gysås.